# نيك بيرسون
نيك بيرسون (بالإنجليزية: Nick Pearson)‏ هو متزلج سريع أمريكي، ولد في 13 أغسطس 1979.

## وصلات خارجية
- نيك بيرسون على موقع SpeedSkatingNews.info (الإنجليزية)
- نيك بيرسون على موقع SpeedSkatingStats.com (الإنجليزية)
- نيك بيرسون على موقع أوليمبيديا (الإنجليزية)